# Sterling Davis
Sterling Davis (Dallas, 27 ottobre 1977) è un ex cestista e allenatore di pallacanestro statunitense naturalizzato britannico.

## Carriera
Prima di iniziare la sua carriera professionistica ha giocato nel College di Tulane, negli Stati Uniti, nel quale ha tenuto medie di 11,7 punti e 4,7 rimbalzi di media a partita.
In seguito si trasferisce nel Regno Unito, nella British Basketball League: dopo le positive esperienze con i Sheffield Sharks (2004-2006), i London Towers (2003) ed i Brighton Bears (2001-2003) dal 2006 gioca nei Glasgow Rocks, dove ricopre il ruolo di giocatore/allenatore dal 2007. Il 1º marzo 2011 ha segnato il suo massimo di punti in carriera (42 punti) in una partita contro i Guildford Heat.
Ha acquisito anche la cittadinanza britannica.